# Drei Tage auf Leben und Tod
Drei Tage auf Leben und Tod ist ein deutscher Kriegs-Stummfilm aus dem Jahre 1929 mit Carl de Vogt in der Hauptrolle eines U-Boot-Kommandanten auf Feindfahrt. Regie führte Heinz Paul nach einem Drehbuch seiner Gattin Hella Moja.

## Handlung
Erster Weltkrieg. Drei Tage auf Leben und Tod befindet sich das deutsche Unterseeboot C. 1, als es im Atlantik vom Kriegseinsatz in Richtung Heimat unterwegs ist. Aus der Heimfahrt wird eine Feindfahrt, als die C. 1 über dem Wasser einen französischen Dampfer ausmacht. Der Frachter steuert direkt auf das deutsche U-Boot zu und versucht es zu rammen. Der deutsche U-Boot-Kapitän kann jedoch im letzten Moment ausweichen. Am nächsten Tag greift dann ein feindlicher Kreuzer den U. C. 1 an. Wieder handelt der deutsche Kaleu sehr umsichtig und rettet damit seinen Männern das Leben. 
Der letzte der drei Tage soll sich als der gefährlichste für die Crew erweisen: Das Unterseeboot muss beim Passieren des Ärmelkanals eine gefährliche Minensperre überwinden. Dabei verfängt sich die Schiffsschraube in einem Stahlnetz. Die Mannschaft glaubt schon ihr Schicksal besiegelt, da meldet sich ein junger Matrose an Bord freiwillig, um ins Meer zu tauchen und das Netz zu zerschneiden. Der Einsatz gelingt, und die gesamte Besatzung kehrt ins Vaterland heim. Der Koch hat sogar seine große Liebe gefunden: Von einem gekaperten Schiff bringt er die hübsche Jeannette heim, die an seiner Seite die neue Hoteliers-Gattin werden wird.

## Produktionsnotizen
Der Film entstand in den Monaten Juli und August in den Jofa-Ateliers (Innenaufnahmen) sowie im Hafen von Cartagena (Spanien) und an der Adria (Außenaufnahmen). Der Sechsakter mit einer Länge von 2217 Metern passierte die Filmzensur am 6. November 1929 und wurde auch für die Jugend zugelassen. Die Uraufführung von Drei Tage auf Leben und Tod fand unter dem Untertitel U.C. 1 am 29. November 1929 im Düsseldorfer Capitol statt. Die Berliner Premiere war am 31. Dezember 1929 im Primus-Palast.
Die Aufnahmeleitung hatte Harry Dettmann, die Bauten stammen von Karl Machus.

## Kritiken
„Der ganze Krieg wird uns in überzuckerter Form gezeigt. (…) Carl de Vogt, ganz auf Edelmut stilisiert, spielt in dieser gemütlichen und gemütvollen Angelegenheit, die man gemeinhin Weltkrieg nennt, den U-Boot-Kapitän. (…) Alle diejenigen aber, die für eine wahre Völkerverständigung eintreten, lehnen diesen technisch sehr gut gemachten Film energisch ab, weil er nicht die Tendenz hat ‚Nie wieder Krieg‘.“

„Die Autorin Hella Moja, angeregt durch die zahllosen bisher erschienen Kriegsfilmen, versuchte eine Mischung zu schaffen aus dem großen Weltgeschehen und kleinen menschlichen Dingen. Sie stellt das Liebesidyll neben den Heldentod, die Matrosenfopperei neben die drohende Minengefahr. (…) Das wird nicht für jedes Publikum immer erträglich sein. Denn der Film ist nicht auf pazifistischer oder wenigstens völkerversöhnender Basis aufgebaut, sondern gestellt demokratisch gedämpften Hurrapatriotismus dar.“

„Es wäre schlechter Dank, wenn das deutsche Volk das stille, opferwillige Heldentum der deutschen U-Boots-Mannschaften vergessen würde. Es gilt die Erinnerung an jene beispiellose Leistungen, die blühende Vaterlandsliebe unter der schwarz-weiß-roten Kriegsflagge vollbrachten, immer und immer wachzuhalten. (…) Das Manuskript atmet männlichen Geist, obwohl es von einer Frau, von Hella Moja, verfaßt ist. Bewußt hat man die weibliche Sentimentalität ausgeschaltet, die manchen sonst erfreulichen vaterländischen Film entwertet. ‚Kameradschaft‘ ist das Leitmotiv des ganzen Spiels vom Unterseeboot C. 1.“